# Phyllonorycter estrela
Phyllonorycter estrela é uma espécie de insetos lepidópteros, mais especificamente de traças, pertencente à família Gracillariidae.
A autoridade científica da espécie é A. & Z. Laštuvka, tendo sido descrita no ano de 2006.
Trata-se de uma espécie presente no território português.